# William Francis Giauque
William Francis Giauque (* 12. Mai 1895 in Niagara Falls, Kanada; † 28. März 1982 in Berkeley) war ein kanadisch-amerikanischer Chemiker, Nobelpreisträger (1949) und leistete grundlegende Beiträge zur Thermodynamik.

## Jugend
Giauque besuchte zunächst eine Grundschule in Michigan. 1908, nach dem Tod seines Vaters zog seine Mutter mit seinen zwei Geschwistern wieder zurück nach Niagara Falls in Kanada, wo er auf dem Niagara Falls Collegiate Institute bis zu seinem Abitur das Gymnasium (Secondary School) besuchte. Das von ihm angestrebte Studium eines Elektro-Ingenieurs konnte er wegen der angespannten finanziellen Verhältnisse in der Familie nicht antreten und arbeitete stattdessen in verschiedenen Kraftwerken um schon im Voraus Erfahrungen auf dem Gebiet der Elektrotechnik zu machen. Auf eine Stellenanzeige der Hooker Electro-Chemical Company, einem Werk für die Chloralkali-Elektrolyse in einer Zeitung, bewarb sich Giauque dort um eine Stelle. Günstig für ihn, da sich das Werksgelände ebenfalls in Niagara Falls, allerdings im Bundesstaat New York befand. Die Arbeit im Laboratorium des Unternehmens weckte sein Interesse an chemischen Prozessen und der Probleme, die damit verbunden waren und so beschloss er statt eines Ingenieurstudiums Chemie zu studieren.
Nach zwei Jahren bei der Hooker Company belegte Giauque auf dem College of Chemistry an der University of California, Berkeley ein Studium der Chemie, das er 1920 mit der höchsten Auszeichnung als B.S. abschloss, bis 1921 zum Fellow des Jahres ernannt und von 1921 bis 1922 mit einem James M. Goewey Fellowship gewürdigt wurde, das mit einem Stipendium verbunden war. Er promovierte 1922 mit einer Arbeit über die Gültigkeit der von Gilbert N. Lewis und George Ernest Gibson, veröffentlichten These zur Gültigkeit des dritten Hauptsatz der Thermodynamik: The third law of thermodynamics; evidence from the specific heats of glycerol that the entropy of a glass exceeds that of a crystal at the absolute zero zum Doktor der Chemie, wobei er Gibson als seinen Doktorvater gewinnen konnte.

## Leben und Wirken
Lewis erkannte früh die Genialität Giauques und bot ihm 1922 die Stelle seines Assistenten an. 1934 wurde er zum Professor ernannt. In dieser Zeit gelang ihm seine wichtigste Leistung auf dem Gebiet der Methode der adiabatischen Zustandsänderung zur Entmagnetisierung von Materialien und Stoffen, mit der er Temperaturen nahe dem Nullpunkt erreichen konnte und für die er 1949 den Nobelpreis erhielt.
Eine weitere wichtige Entdeckung Giauques war die Tatsache, dass die Sauerstoffisotope 17 und 18, die bis dahin als Reinelement gegolten hatten und auf deren Atommasse von 16,00000 als Standardelement aufbaute, nicht dem Sachverhalt entsprach. Auf seine Anregung änderte 1961 die International Commission of Atomic Weight die definierte Atommasse 12,0000 des Kohlenstoffisotops 12 als neuen Standard ein.
Seit 1936 Mitglied der National Academy of Sciences unterrichtete Giauque an der University of California bis er 1982 emeritierte.

## Familiäres
1932 heiratete Giauque Muriel Francis Ashley, mit der er zwei Söhne, Robert David und William Francis, hatte.

## Ehrungen
- 1936 Chandler Medal[7]
- 1936 Ehrendoktorwürde der (Sc.D.) Columbia University
- 1936 Mitglied der National Academy of Sciences
- !937 Die Elliott-Cresson-Medaille des Franklin Institutes
- 1949 Nobelpreis für Chemie
- 1951 Die Willard Gibbs Medal
- 1956 die Gilbert Newton Lewis Medal[8]
- Mitglied der American Philosophical Society
- Mitglied der American Chemical Society
- Mitglied des Institut International du Froid[9]
- Fellow der American Academy of Arts and Sciences